# Christian Charrière
Christian Charrière (* 3. Juli 1975 in Praroman-le-Mouret) ist ein ehemaliger Schweizer Radrennfahrer.

## Sportliche Karriere
Charrière begann seine Laufbahn als Berufsrennfahrer im Jahr 1997 beim italienischen Team MG Maglificio-Technogym. Für einen Profivertrag hatte er sich zuvor unter anderem mit einem sechsten Platz im Strassenrennen der U-23-Weltmeisterschaft 1996 in Lugano empfohlen. Seinen ersten und einzigen Sieg als Profi fuhr er gleich in seiner ersten Saison beim Mannschaftszeitfahren der zweiten Etappe des Hofbräu-Cups im deutschen Bad Wildbach zusammen mit seinen Teamkollegen Paolo Bettini, Michele Coppolillo, Roberto Pistore, Alessandro Bertolini, Stefano Casagranda, Dario Nicoletti und Marco-Antonio Santaromita heraus. Das bedeutendste Rennen, an dem er 1997 teilnahm, war der Halbklassiker Gent–Wevelgem. Dort stand er auch 1998 wieder am Start. Sein bestes Resultat in diesem Jahr war der 16. Rang beim GP Ouest France-Plouay.
Nach dem Ablaufen seines Vertrages wechselte Charrière von Italien in seine Schweizer Heimat zum Post Swiss Team. Hier wurde er zu Rennen wie Paris–Nizza, dem Critérium International oder Rund um den Henninger-Turm nominiert, bevor er als Zwölfter beim Grossen Preis des Kantons Aargau sein erstes Saisonresultat unter den besten 15 erreichte. Wenige Tage darauf belegte er Platz 14 in der Gesamtwertung der Tour de Romandie. Nachdem er im Juli die Heimrundfahrt Tour de Suisse bestritten hatte, fuhr er im August bei der Vuelta a Castilla y León in Spanien als Gesamtzehnter sein bestes Ergebnis in dieser Saison heraus. Dabei war er auf vier Etappen unter die besten 30 gekommen.
Zur Saison 2000 zog es Charrière wie auch viele seiner Teamkollegen zum neugegründeten Schweizer Rennstall Phonak Hearing Systems. Erneut gelang ihm in diesem Jahr aber nur eine Top-Ten-Platzierung als Siebter der Wartenberg-Rundfahrt. Dazu belegte er den 14. Rang auf einer Etappe der Tour de Suisse und den 24. Gesamtplatz ebenda. Im folgenden Jahr wurde er Neunter in der Berner Rundfahrt, konnte jedoch keine weiteren vorderen Plätze einnehmen. 2002 wurde er 21. der Tour de Suisse, wobei er zwei Etappenplätze unter den besten Zwanzig erreichte. Sein auslaufender Vertrag bei Phonak wurde Ende 2002 nicht verlängert, worauf Charrière seine Profi-Laufbahn beendete.
In der Folge bestritt Charrière noch Jedermann-Rennen und Bergläufe. Als er nach seinem fünften Platz beim Berglauf Sierre–Zinal am 13. August 2006 die Dopingkontrolle verweigerte, wurde er von Swiss Olympic für zwei Jahre gesperrt, ihm seine Platzierung aberkannt, und er musste für die Verfahrenskosten aufkommen.

## Trivia
Charrière ist der Schwager von Steve Zampieri, der ebenfalls ein ehemaliger Schweizer Radsportler ist.

## Erfolge
1997
- eine Etappe Hofbräu-Cup (Mannschaftszeitfahren)